# 小田急食品
小田急食品株式会社（おだきゅうしょくひん）は、神奈川県座間市に本社を置く食品製造業者。スーパーマーケット「Odakyu OX」などを営む小田急商事株式会社の直系子会社である。小田急グループの一企業。

## 概要
1975年（昭和50年）設立。当初はスーパーマーケット「Odakyu OX」や駅売店など小田急商事の店舗向けのデイリー食材を製造していたが、現在は蕎麦店「箱根そば」など小田急グループの各飲食物販会社向けにも食品を製造・販売している。

## 販売各社
- 株式会社小田急レストランシステム（蕎麦・おにぎり・いなり寿司・豆腐・揚げその他食材）
- ジローレストランシステム株式会社（そば・おにぎり・いなり寿司・豆腐・揚げその他食材）
- 小田急デパートサービス株式会社（そば・おにぎり・いなり寿司・豆腐・揚げその他食材）

## 参考・出典
1. 1 2  小田急食品株式会社 第50期決算公告
2. ↑  ケーススタディー 環境に配慮した取り組みの推進（環境報告書2014）小田急電鉄